# Little Red Riding Hood's Zombie BBQ
Little Red Riding Hood's Zombie BBQ, es un videojuego de terror para la consola Nintendo DS. 

## Descripción
Producido y diseñado por Gammick Entertainment, y desarrollado por EnjoyUp.
Fue publicado en formato físico por Destineer en Estados Unidos en 2008, y directamente en formato digital por Gammick Entertainment en Europa, a través del sistema de descargas DSiWare de Nintendo en 2009.

## Sistema de juego
Little Red Riding Hood's Zombie BBQ es un Matamarcianos  con scroll vertical y niveles lineales.
El movimiento del personaje se controla con la cruceta de la consola, y el disparo tocando en la pantalla táctil el punto o enemigo al que se quiere disparar.

## Recepción
Causó mucha expectación antes de su lanzamiento y recibió buenas críticas de los medios especializados, pero sus cifras de ventas en Estados Unidos fueron muy discretas.

La versión DSiWare pasó totalmente desapercibida en Europa.